# 190 (tal)
190 är det naturliga talet som följer 189 och som följs av 191.

## Inom vetenskapen
- 190 Ismene, en asteroid

## Inom matematiken
- 190 är ett jämnt tal.
- 190 är det 19:e triangeltalet.
- 190 är det 10:e hexagonala talet.
- 190 är ett centrerat nonagontal